# Бун (округ, Айова)
Бун (англ. Boone County) — округ в США, штате Айова. На 2000 год численность населения составляла 26 216 человек. По оценке бюро переписи населения США в 2009 году население округа составляло 26 072 человек. Окружным центром является город Бун.

## История
Округ Бун был сформирован 13 января 1846 года.

## География
По данными Бюро переписи населения США площадь округа Бун составляет 1480 км².

### Основные шоссе
- Шоссе 30
- Шоссе 169
- Автострада 17
- Автострада 144
- Автострада 210

### Соседние округа
- Уэбстер  (северо-запад)
- Гамильтон  (северо-восток)
- Стори  (восток)
- Полк  (юго-восток)
- Даллас  (юг)
- Грин  (запад)

## Демография
По данным переписи населения 2000 года в округе проживало 26 216 жителей. Среди них 22,9 % составляли дети до 18 лет, 15,7 % люди возрастом более 65 лет. 50,6 % населения составляли женщины.
Национальный состав был следующим: 98,1 % белых, 0,7 % афроамериканцев, 0,3 % представителей коренных народов, 0,4 % азиатов, 1,5 % латиноамериканцев. 0,6 % населения являлись представителями двух или более рас.
Средний доход на душу населения в округе составлял $19943. 9,9 % населения имело доход ниже прожиточного минимума. Средний доход на домохозяйство составлял $48026.
Также 89,0 % взрослого населения имело законченное среднее образование, а 18,8 % имело высшее образование.